# Adelajda od Toursa
Adelajda od Toursa (francuski: Adélaïde; umrla nakon 866.) bila je franačka plemkinja, grofica supruga Auxerrea.
Njezin otac je bio Hugo, grof Toursa, a majka joj je bila Hugova supruga Ava.
Njezina je sestra bila kraljica Italije Ermengarda Turška.
Adelajda se udala za Konrada I. od Auxerrea. Njihovo najstarije dijete bio je grof Welf I. od Linzgaua i Alpgaua. Adelajda je rodila svom mužu i sina nazvanog po njemu, markiza Konrada II. Mlađeg, preko kojeg je imala unuku imenjakinju. 
Adelajda i Konrad su bili roditelji i Huga Opata te Rudolfa (i Judite?).
Nakon smrti muža Konrada I., Adelajda se možda preudala; njezin je drugi muž možda bio grof Anjoua Robert Snažni. On je bio otac dvojice francuskih kraljeva, Oda i Roberta I. te predak dinastije Capet. Adelajda je možda bila majka tih vladara, kao i baka kraljice Eme.